# Morfogeneza roślin
Morfogeneza roślin – proces kształtowania się organizmów roślinnych i ich organów. Rozwój organizmu odbywa się według schematu zapisanego w genach, jednak podlega też znacznym modyfikacjom czynników środowiskowych, takich jak światło, temperatura, dostępność wody i soli mineralnych. Morfogeneza dotyczy zarówno rozwoju kształtu organizmu, jak i rozwoju budowy wewnętrznej przejawiającego się różnicowaniem komórek w tkanki z odpowiednim rozmieszczeniem odpowiednich tkanek roślinnych.
Morfogeneza roślin rozpoczyna się od rozwoju embrionalnego, podczas którego z pojedynczej komórki, zygoty, rozwija się zarodek. Po wykiełkowaniu zachodzi proces morfogenezy korzeni i pędu, a w fazie generatywnej morfogeneza kwiatów, owoców i nasion.